# 黃文放
黃文放（1931年3月—2000年11月23日），中国時事評論員，曾就职于新華社香港分社，退休前擔任新華社香港分社副秘書長兼台務部部長。

## 生平
黃文放1931年3月出生於廣東省廣州市，1947年移居香港，1950年1月起加入新華社香港分社工作，他曾任廣東省政協委員。
1968年1月3日，周恩來單獨和黃文放談了五個半小時，從深夜談到凌晨，除了談當年發生的「六七暴動」事件外，還談及在香港和對台工作中待人處事應有態度。周恩來送給黃文放十六個字：「待人以誠，立言以信，服人以理，不卑不亢。」
1985年，黃文放任新華社香港分社副秘書長、台務部副部長。1987年任新華社香港分社副秘書長、台務部部長，直至1992年8月退休。 退休後他曾開設投資顧問公司，後來從事時事評論工作，因他熟悉兩岸事務，經常在媒體以台灣問題專家身份發言。
根據香港城市大學媒體與傳播系教授李金銓的記述，於1996-1997年在有一個公開會議的場合，有人問黃文放關於香港「地下黨員」的問題，他苦笑說，地下黨員有什麼好害怕，將來害香港人的不是地下黨員，而是那些急於上北京拍馬屁的香港人。
1999年，黃文放曾與馬力、何俊仁等人猛烈批評鍾祖康以文章公開聲援台灣獨立建國。
2000年11月23日上午，黃文放在睡夢中因心臟病突發，於杏花村住宅內逝世，享年69歲。他不久前曾因心肌梗塞而三度入院﹐並曾兩次做過心臟搭橋手術。同年12月1日於香港殯儀館出殯。

## 觀點
他的言論大膽開放，被稱為「開明左派」，友好更暱稱他「放叔」。

## 著作
- 黃文放（1996）：《黃文放論特區首長》。香港：明報出版社。[6]
- 黃文放（1997）：《中國對香港恢復行使主權的决策歷程與執行》。香港：香港浸會大學林思齊東西學術交流研究所。[7]
- 黃文放（2001）：《解讀北京思維》。香港：經濟日報出版社。[8]